# جالیبی فود
جالیبی فود (انگلیسی: Jollibee Foods) شرکت صنایع غذایی فیلیپینی است، که در سال ۱۹۷۸ توسط تونی تان تأسیس شد.